# Нагаджаяварман
Нагаджаяварман (д/н — 666) — 11-й магараджа індуїстської держави Таруманагара у 640—666 роках.

## Життєпис
Син магараджи Харівангсавармана. Інформації про Нагаджаявармана небагато. Його ім'я вказано в рукописі Вангсакерти. 640 року його батько було вбито Браджагірі, намагючись захопити владу, але Нагаджаяварман переміг його. Панував 26 років.
Намагався відновити погуту Таруманагари, зумівши на деякий час приборкати залежних раджей та нмісників. Втім стикнувся з імперією Шривіджая, від якої 650 року зазнав тяжкої поразки. Це призвело до політичного та військового послаблення, васали знову підняли голову. Помер 666 року. Йому спадкував син Лінгаварман.